# Opus sectile

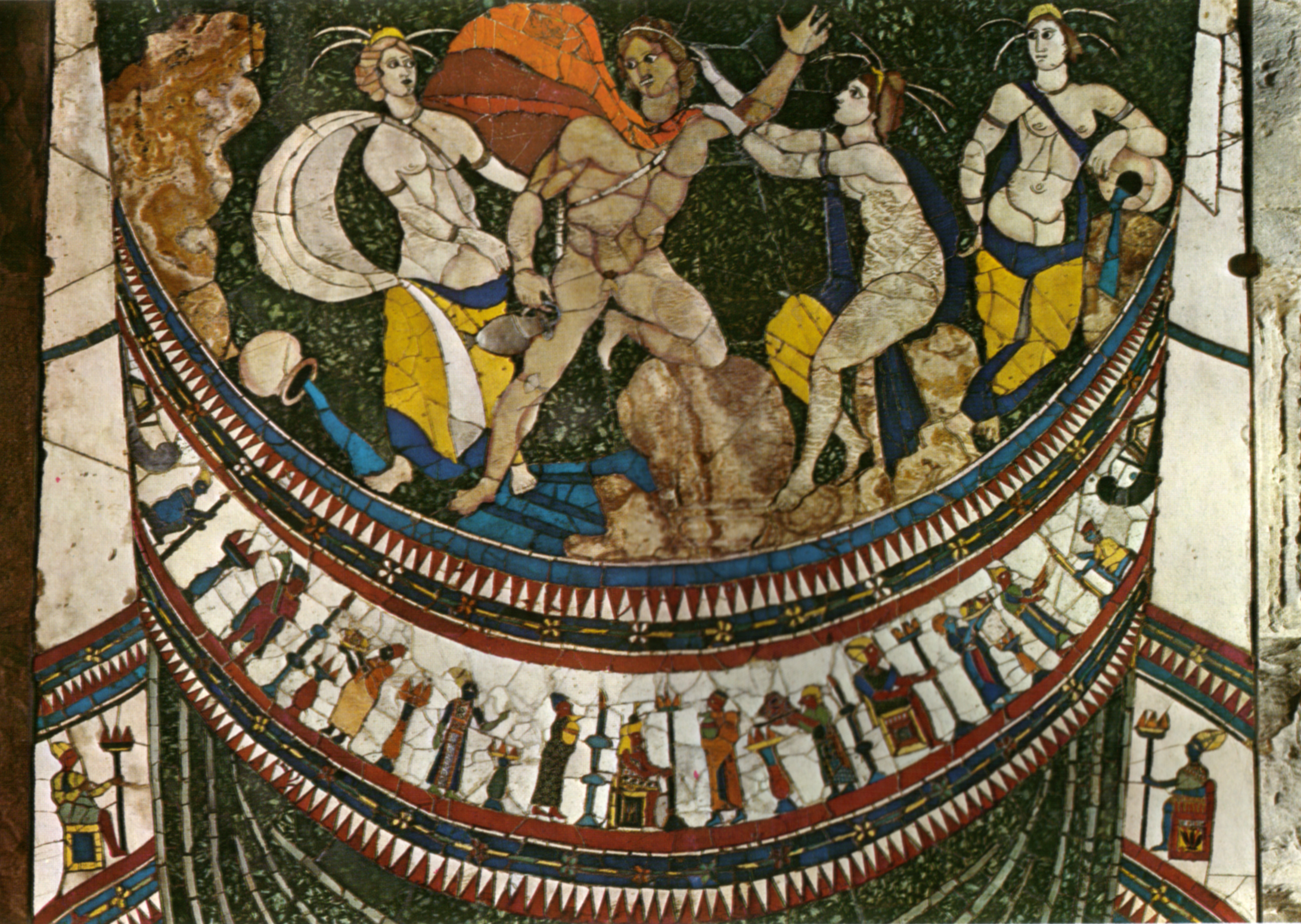
Pannello dalla basilica di Giunio Basso, Roma, esposto al Palazzo Massimo alle Terme III sec. d.C.

L'opus sectile è un'antica tecnica artistica che utilizza marmi (o, in alcuni casi, anche paste vitree) tagliati per realizzare pavimentazioni e decorazioni murarie a intarsio, detta anche in seguito, a seconda dei materiali utilizzati, commesso marmoreo o commesso di pietre dure.

## Tecnica

### Opus sectile in marmo
L'opus sectile è considerato una delle tecniche di ornamentazione marmorea più raffinate e prestigiose, sia per i materiali utilizzati (marmi tra i più rari e quindi costosi) che per la difficoltà di realizzazione, dovendosi sezionare il marmo in fogli assai sottili ("crustae"), sagomarlo con grande precisione, e utilizzare le più diverse qualità di marmo allo scopo di ottenere gli effetti cromatici desiderati. Si differenzia dal mosaico in quanto non usa piccole tessere geometriche (opus tessellatum o anche opus vermiculatum, per le tessere molto piccole e disposte secondo i contorni delle figure). L'opus sectile invece intaglia pezzi più grandi, scelti per colore, opacità, brillantezza e sfumature delle venature, creando un disegno figurato.

### Opus sectile in pasta vitrea

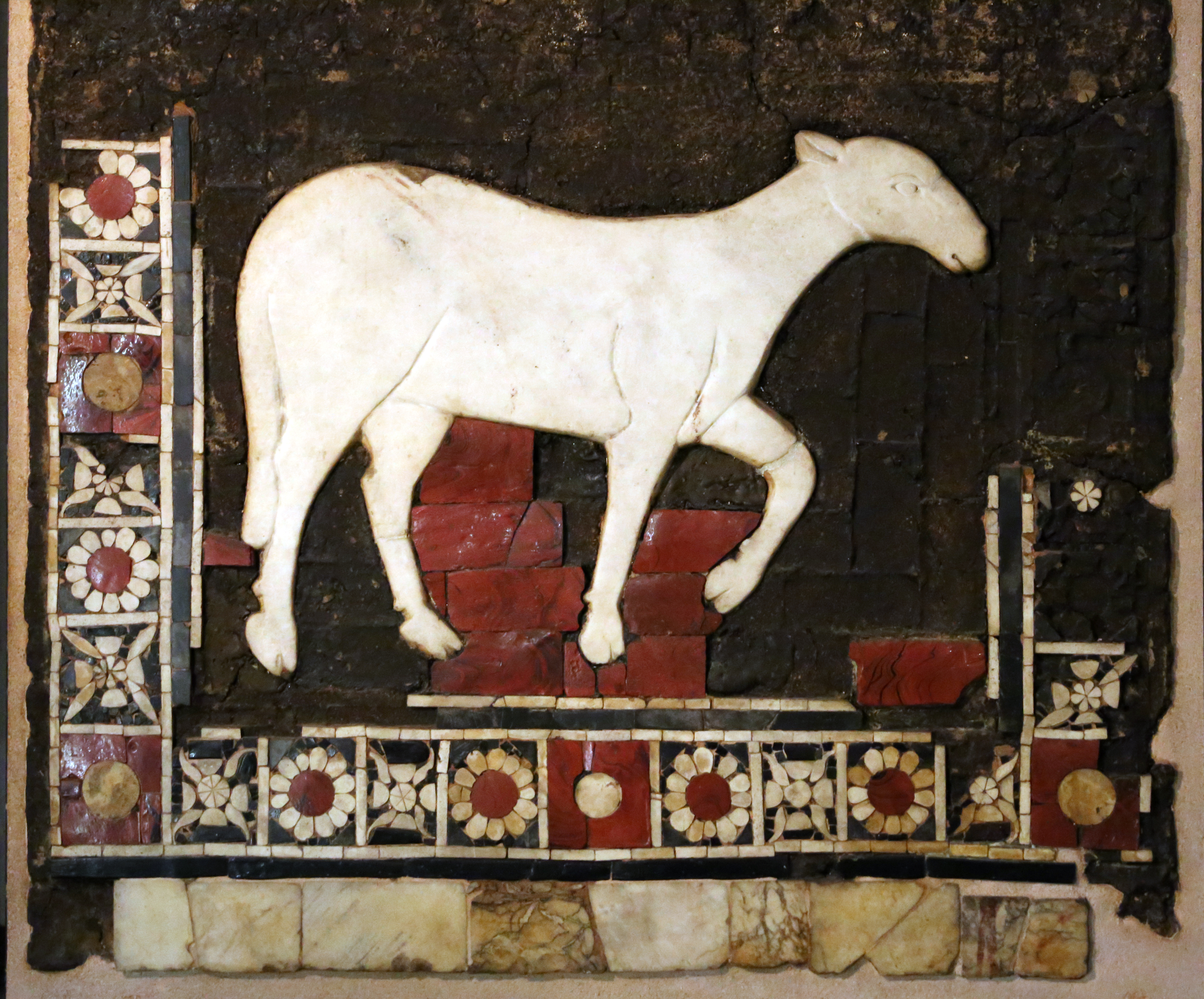
Opus sectile in vetro (sec. IV), nel Tesoro di S. Ambrogio a Milano.

Una variante di questa tecnica è l'opus sectile in pasta vitrea, comunemente definito come "vetro architettonico".
Il materiale è costituito in questo caso non da sfoglie di marmi, ma da lastre di pasta vitrea, che nel caso dell'uso da rivestimento venivano colorate ad imitazione dei marmi.
Un esempio rilevante di questi sectilia è rappresentato dalle circa 30.000 lastre provenienti dalla Villa di Lucio Vero all'Acqua Traversa sulla via Cassia e appartenenti alla Collezione Gorga.

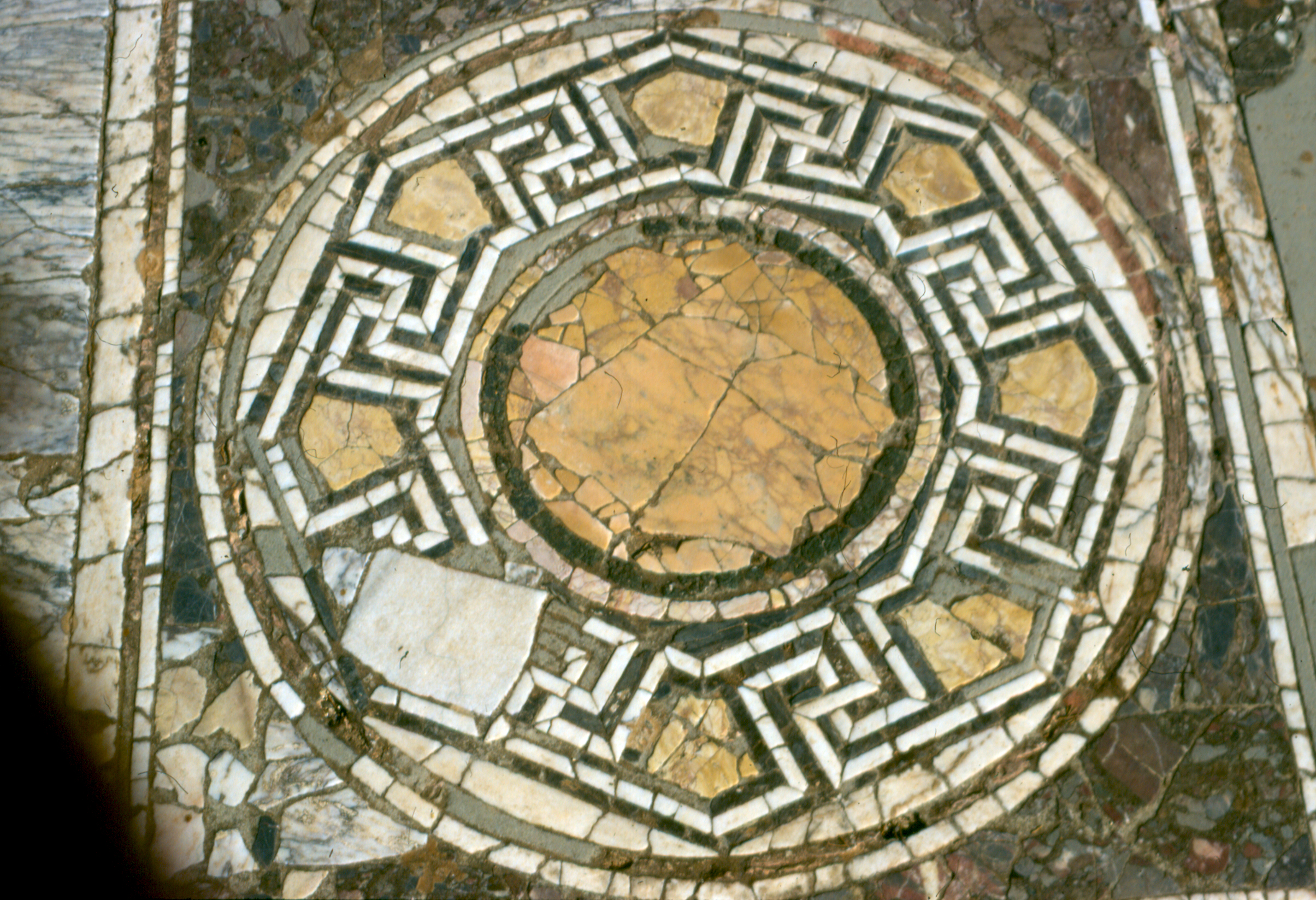
Particolare dellopus sectile dell'insula di Giasone a Cirene, Libia

## Storia

### Origini
Plinio il Vecchio descrive questa tecnica nel libro XXXVI, VI-IX della sua Naturalis historia, indicandone l'invenzione in Caria e la prima applicazione nel Mausoleo di Alicarnasso (IV secolo a.C.). L'introduzione a Roma della decorazione parietale in opus sectile è assai più tarda e si deve, secondo Plinio, al cavaliere formiano Mamurra, che era stato capo degli ingegneri di Cesare in Gallia - risale dunque al I secolo a.C.
Rapidamente, e nonostante le deplorazioni moralistiche di Plinio e di altri nostalgici dell'austerità repubblicana, le decorazioni in opus sectile di pavimenti e pareti dilagarono, oltre che negli edifici pubblici, anche negli ambienti privati più sontuosi, a magnificare la ricchezza e la raffinatezza dei proprietari. Inizialmente le scaglie componevano rivestimenti a motivi geometrici (come saranno più tardi le opere dei Cosmati), ma nel tempo si svilupparono moduli iconografici naturalistici sempre più raffinati e variati nelle dimensioni, che andavano dalle grandi scene di caccia ai pannelli ornamentali a motivi floreali, al rivestimento di interi ambienti, sviluppando una vera e propria "pittura in pietra".
Le caratteristiche che misuravano la qualità dell'opus sectile erano la continuità del tessuto marmoreo (le cui commessure dovevano essere invisibili) e la ricchezza dei colori, per variare i quali si utilizzavano marmi diversi, ma anche trattamenti modificatori, come la bruciatura del giallo antico per crearvi sfumature con effetti volumetrici. Infine, tratto molto importante di questa tecnica è la resa bidimensionale delle figure.
La tecnica verrà utilizzata in occidente per tutta la durata dell'impero romano e continuerà a trovare applicazione, in Oriente, nelle basiliche bizantine.

#### L'opus sectiledella domus di Porta Marina a Ostia

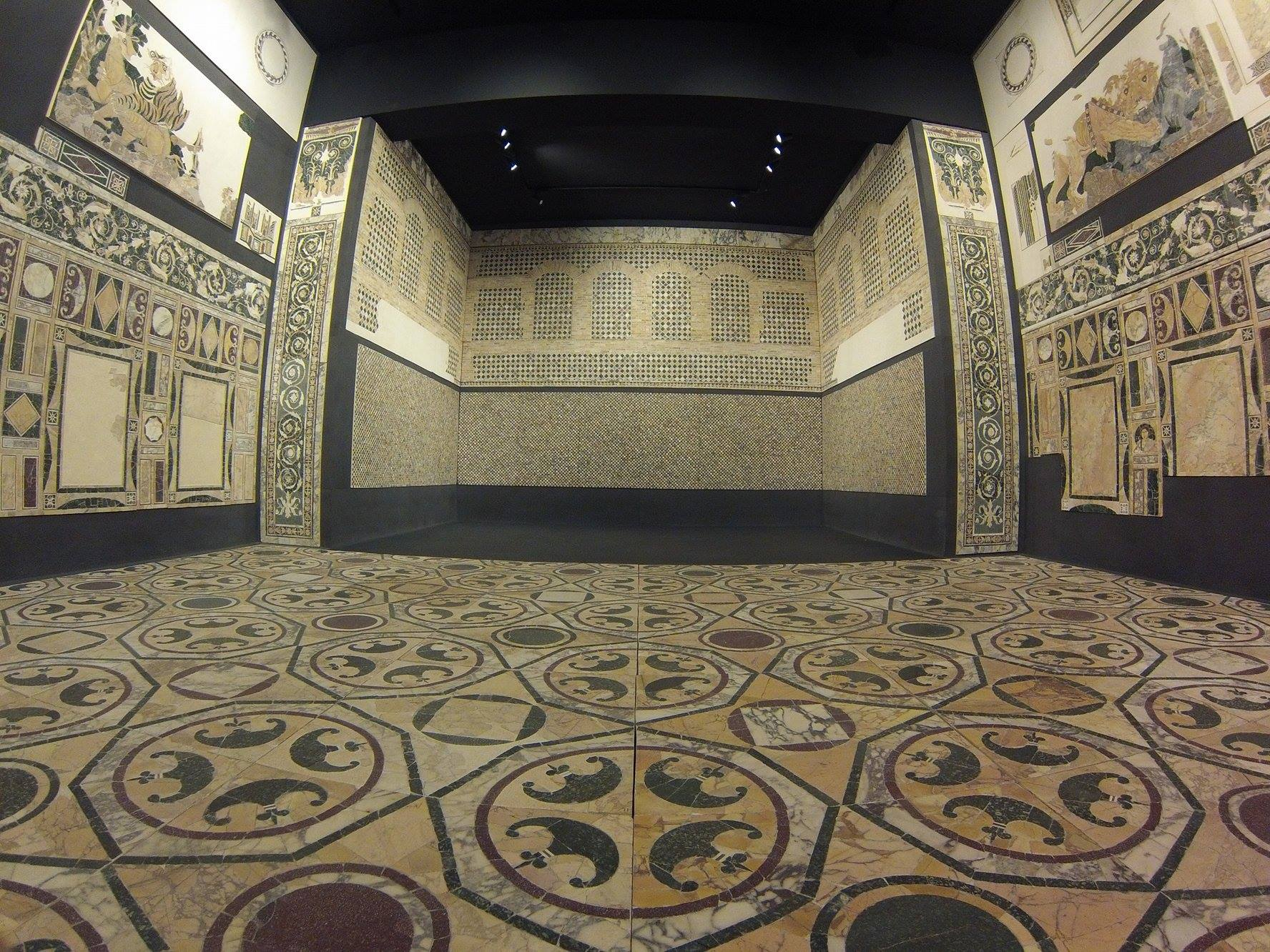
Decorazioni rinvenute nell'edificio dell'opus sectile ad Ostia

Un esempio straordinario di un intero ambiente decorato in opus sectile e ricostruito in esposizione museale è l'aula della domus di Porta Marina di Ostia, attualmente esposta presso il Museo dell'Alto Medioevo di Roma. L'ambiente, ritrovato durante gli scavi del 1938-1942 in vista dell'Esposizione universale di Roma prevista per il 1942, e il cui primo restauro fu realizzato fra il 1959 e il 1966, proviene da una domus di Ostia, ed è databile agli ultimi anni del IV secolo. La sua relativa integrità, che ne ha consentito l'eccezionale restauro, è dovuta al fatto che le pareti crollarono mentre erano ancora in corso i lavori di costruzione.

### I Cosmati
Una notevole ripresa della tecnica avverrà per opera dei maestri Cosmati, tra il XII e il XIII secolo, soprattutto nell'Italia centrale ed in Sicilia.

### Il "commesso" o "mosaico fiorentino"

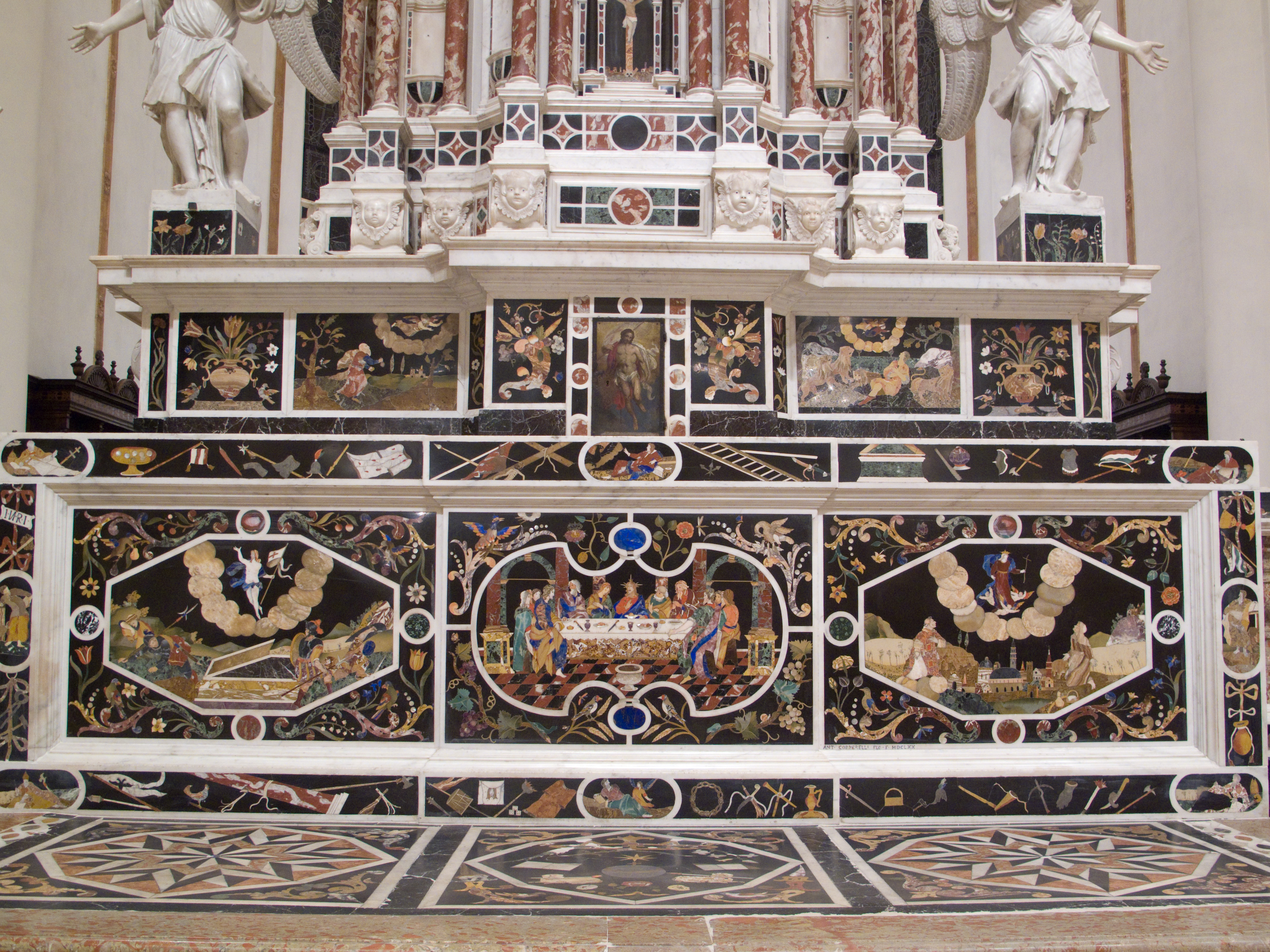
Altare a "Commesso fiorentino" nella chiesa di Santa Corona di Vicenza, opera di Domenico Corbarelli

La tecnica del "commesso in pietre dure", conosciuta anche come "mosaico fiorentino", fu incentivata nel XVI secolo dai Medici e fu perfezionata nel corso dei secoli grazie all'istituzione, nel 1588, dell'Opificio delle pietre dure da parte del granduca Ferdinando I de' Medici. I disegni, fiori, paesaggi e figure, possono essere eseguiti con questa tecnica utilizzando parti di pietra colorata, assemblate una vicino all'altra, sino a ottenere cromatismi di particolare effetto, simile a una pittura, come la definì il Vasari nel 1550. Il termine "commesso" deriva dal latino committere (congiungere) tasselli di pietra tagliati da un filo metallico secondo un disegno iniziale, partendo dal quale veniva realizzato un cartone a sezioni che fungevano da composizione. I vari pezzi venivano fissati con colla su un supporto rigido e quindi lucidati.
Sul modello fiorentino nacquero, in tempi successivi, le più note manifatture di Praga, per volere di Rodolfo II d'Asburgo e dei Gobelins da Luigi XIV di Francia, nel 1668.
Alla fine del Seicento i Corbarelli, importante famiglia fiorentina di intarsiatori di pietre dure che operarono a Brescia, Padova, Vicenza, Modena e nel mantovano, introdussero l'arte del “commesso alla fiorentina” con intarsio a carattere naturalistico nell'architettura sacra (decorazione di altari). In questa tecnica furono maestri altri scultori bresciani, in particolare gli appartenenti alla famiglia dei Gamba.
All'inizio del Seicento fu inventata una nuova tecnica, detta scagliola, in grado di imitare l'aspetto della tarsia marmorea, attraverso l'utilizzo di materiali poveri ed economici (una mescolanza dello stesso gesso, unito con colle naturali e pigmenti colorati).

### Il commesso indiano

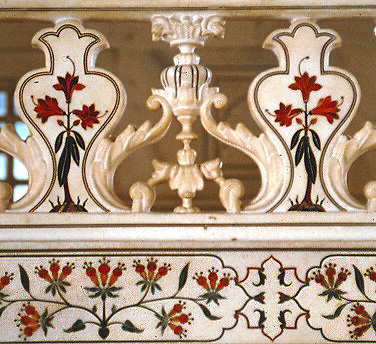
Fiori in pietre dure all'interno del Taj Majal

La tecnica del commesso in India divenne popolare nel XVII secolo nel Rajasthan quando vennero create le sontuose decorazioni di palazzi e mausolei come il Taj Mahal. L'origine della tecnica è controversa, forse nata da una rielaborazione locale a partire da alcuni esempi importati da Firenze, magari attraverso i missionari cristiani. In ogni caso è ancora oggi praticata, grazie anche alla ricchezza dei materiali lapidei del paese.

### Revival
Il gusto eclettico inglese di fine Ottocento mise in moto un revival anche della tecnica del commesso, legata al movimento Arts and Crafts. Si distinse soprattutto in questa tecnica Charles Hardgrave, per la ditta James Powell & Sons presso i Whitefriars Glass Works.